# James Dugan
James Dugan (7. května 1912 Altoona, Pensylvánie – 3. června 1967 Panama City) byl americký historik, novinář a oceánolog. Znám je především jako dlouholetý přítel Jacquese-Yvese Cousteaua, s nímž spolupracoval na několika knihách a filmech.
S Jacquesem-Yvesem Cousteauem se seznámil při osvobozování Francie v roce 1944. V 50. a 60. letech se pak s ním zúčastnil mnoha expedic a psal scénáře k úspěšným seriálům a knihám. Za film Svět ticha získal v roce 1956 Grand Prix na filmovém festivalu v Cannes.
Zemřel ve věku 55 let na srdeční infarkt a byl pohřben do moře.